# 安娜·瑪麗亞 (梅克倫堡-施威林)
安娜·瑪麗亞（德語：Anna Maria zu Mecklenburg，1627年7月1日—1669年12月11日），薩克森-魏森費爾斯公爵夫人，梅克倫堡公爵阿道夫·腓特烈一世的女兒。

## 家庭
1647年，安娜·瑪麗亞和奧古斯特結婚，兩人共有4子2女：
1. 瑪格達列娜·希比拉（1648年—1681年）
2. 約翰·阿道夫（1649年—1697年）
3. 奧古斯特（英语：August of Saxe-Weissenfels (1650–1674)）（1650年—1674年）
4. 索菲亞（英语：Sophia of Saxe-Weissenfels, Princess of Anhalt-Zerbst）（1654年—1724年）
5. 海因里希（英语：Heinrich of Saxe-Weissenfels, Count of Barby）（1657年—1728年）
6. 阿爾布雷希特（英语：Albrecht of Saxe-Weissenfels）（1659年—1692年）